# Tumbas de la Gloria
«Tumbas de la Gloria» es una de las canciones más famosas de Fito Páez, que forma parte de su álbum de 1992 El amor después del amor. Hacia el final de la misma, Páez pronuncia al revés los nombres de artistas y personalidades que influyeron en su vida, su pensamiento y su formación musical, y cuya característica en común es que todos murieron jóvenes; el músico nombra, entre otros, a Jim Morrison, Jimi Hendrix, Luca Prodan, Janis Joplin, Keith Moon, Brian Jones y Charlie Parker.

## Músicos
- Fito Páez: Voz, piano, guitarras y teclados
- Tweety González: Programación y órgano
- Ulises Butrón: Guitarras
- Guillermo Vadalá: Bajo
- Daniel Colombres: Batería

### Invitados
- Carlos Villavicencio: Arreglos de cuerdas y de brasses
- Gustavo Cerati: Guitarra sampleada

## Premios
| Año  | Premio                                               | Nominación            | Canción               | Resultado | Ref.  |
| ---- | ---------------------------------------------------- | --------------------- | --------------------- | --------- | ----- |
| 1993 | Premio ACE (Asociación de Cronistas de Espectáculos) | Mejor Video Clip      | “Tumbas de la Gloria” | Ganador   | [ 3 ] |
| 1993 | Premio ACE (Asociación de Cronistas de Espectáculos) | Mejor canción de rock | “Tumbas de la Gloria” | Ganador   | [ 3 ] |